# سباستيان فلوريس
سباستيان فلوريس (بالإسبانية: Sebastián Flores)‏ (9 سبتمبر 1983 بمونتفيدو في الأوروغواي - ) هو لاعب كرة قدم أوروغواني في مركز الدفاع. لعب مع أريس تسالونيكي وبيلا فيستا ونادي ساليرنيتانا وCD Cobeña ‏ وHuracán FC ‏.

## وصلات خارجية
- سباستيان فلوريس على موقع قاعدة بيانات كرة القدم.إي يو (الإنجليزية)